# Alexianer St. Hedwig-Krankenhaus

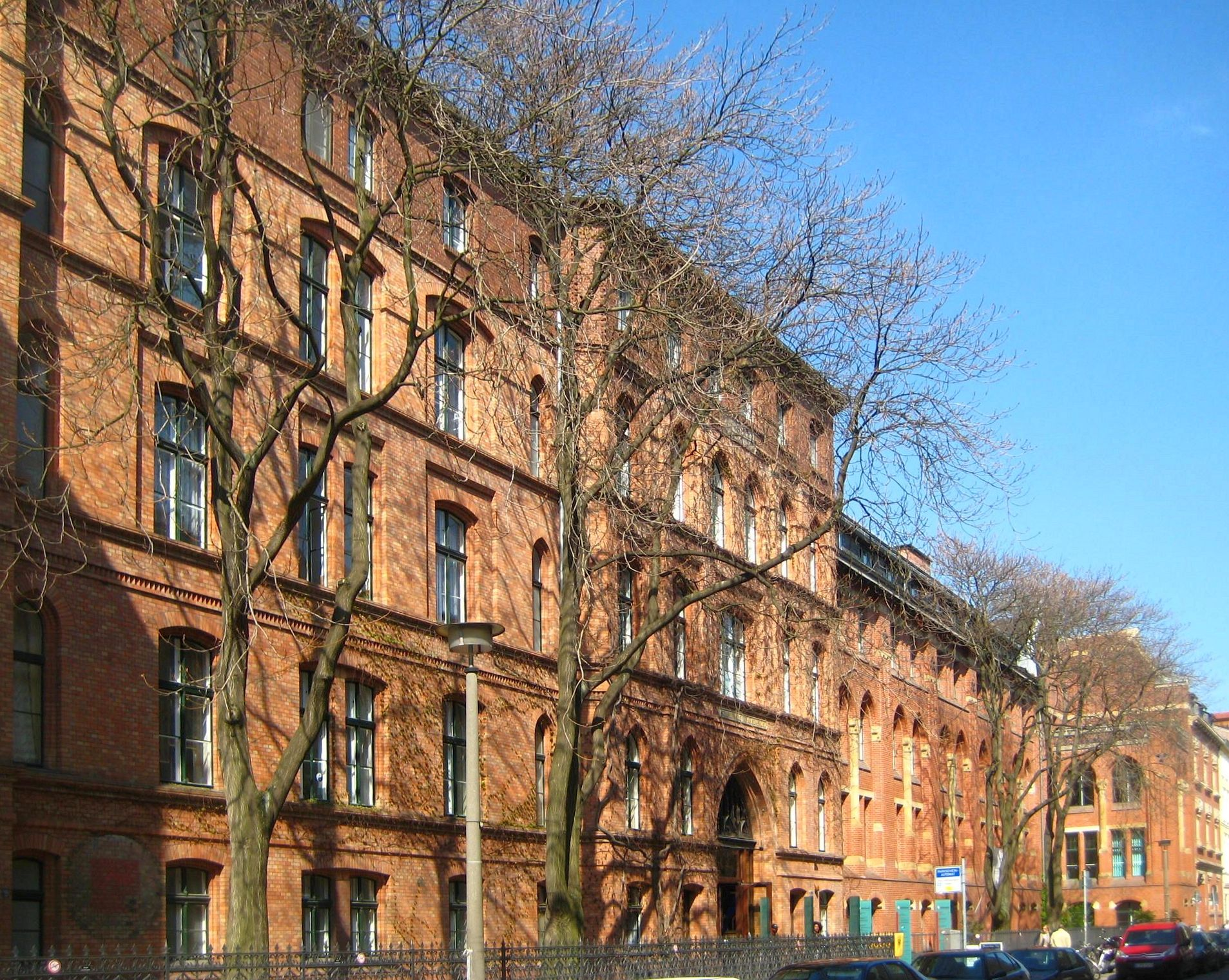
St. Hedwig-Krankenhaus,
Gebäudefront Große Hamburger Straße

Das katholische Alexianer St. Hedwig-Krankenhaus (SHK) befindet sich in der Großen Hamburger Straße der Spandauer Vorstadt im Berliner Ortsteil Mitte des gleichnamigen Bezirks. Das Krankenhaus wurde 1846 gegründet und ist damit eines der ältesten Großkrankenhäuser der deutschen Hauptstadt. Die Bauten aus der Ursprungszeit stehen seit den 1980er Jahren unter Denkmalschutz, sie wurden Anfang des 21. Jahrhunderts saniert und modernisiert.

## Geschichte

### Gründung
Weil für die rund 20.000 Katholiken in Berlin nach der Reformation kein katholisches Krankenhaus bereitstand und Anfang des 19. Jahrhunderts die Cholera grassierte, musste dringend etwas für die Menschen unternommen werden.
Drei Ordensschwestern der Kongregation der Borromäerinnen aus Trier und der damalige Propst der einzigen katholischen Gemeinde in Berlin an der St. Hedwigskirche, Anton Brinkmann, beantragten daher 1844 beim preußischen König die Gründung eines Krankenhauses. Nach der erteilten Genehmigung konnte am 14. September 1846 in der früheren Kaiserstraße eine erste provisorische Krankenstation mit zunächst drei Betten eröffnet werden. Als erste Oberin bestimmte Sr. Xaveria Rudler über die Krankenpflege, die Einrichtung erhielt den Namen St. Hedwig nach der Gemeinde der Hedwigskathedrale.
In den revolutionären Auseinandersetzungen des Jahres 1848 gab es einen Affront zwischen den Schwestern und den Aufständischen. Der Oberin gelang es, die aufgebrachten Arbeiter von ihrer Hilfsmission zu überzeugen, schließlich wurden sogar Verwundete aufgenommen und gepflegt.
Die Nachfrage nach Krankenbetreuung und damit die Bettenzahl stiegen rasch, sodass von anfänglichen drei Betten im Jahr 1844 bis 1850 bereits 50 Betten bereitgehalten wurden.

### Entstehung der Krankenhausgebäude

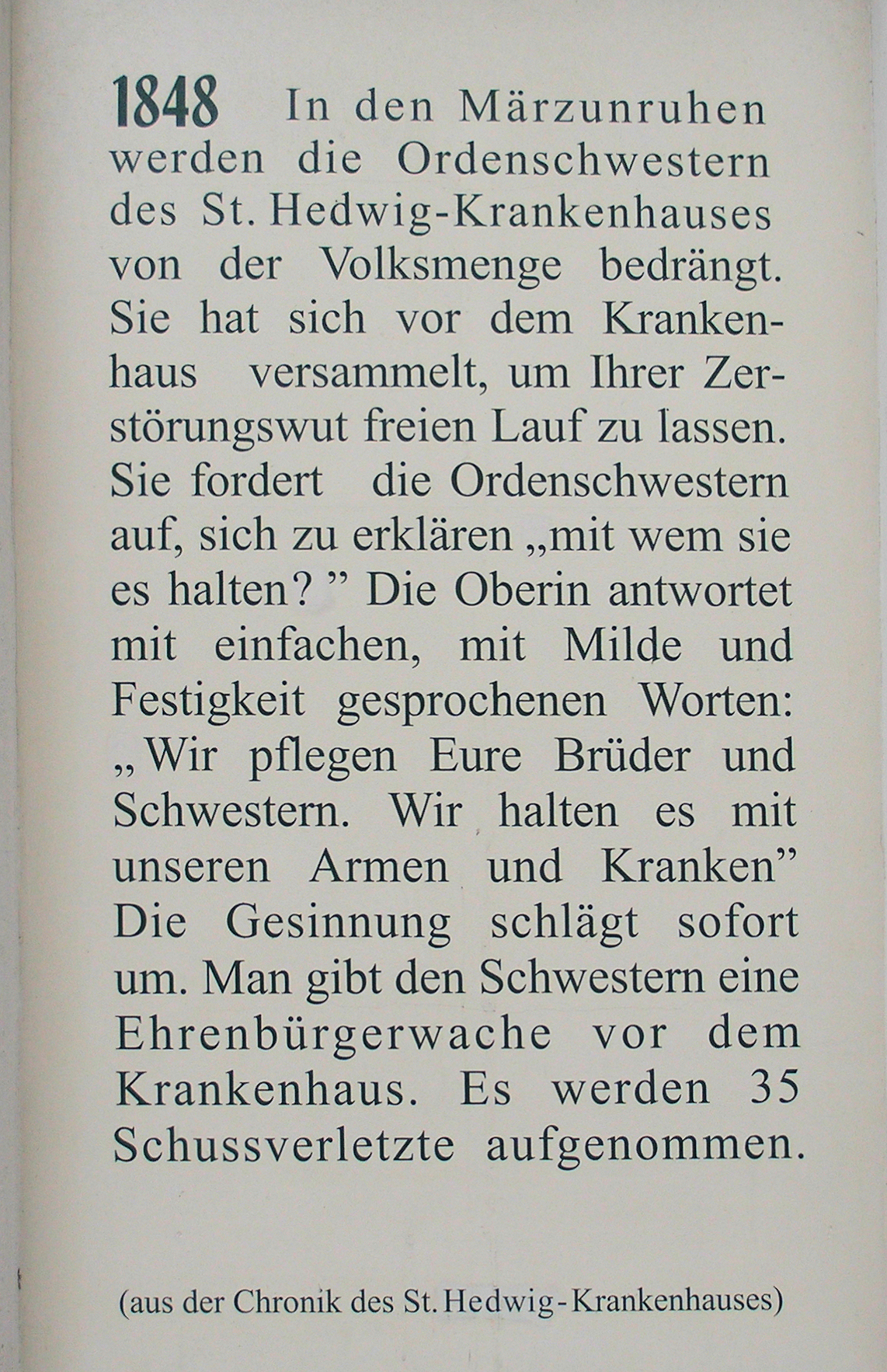
Gedenkinschrift am Haus Krausnickstraße 12a Ecke Große Hamburger Straße

Der Bau eines eigenen Klinikgebäudes war nun dringend erforderlich. Die St.-Hedwigs-Gemeinde hatte dafür ein Areal an der Großen Hamburger Straße erworben und den Kölner Dombaumeister Vincenz Statz mit dem Bau eines entsprechenden Hauses beauftragt, das 1851–1854 unter Leitung des Baumeisters Albert Kinel errichtet wurde.
Am 28. August 1854 zogen die ersten 60 Patienten, 100 alte Menschen sowie 40 Waisenkinder in das neue Krankenhaus mit den Abteilungen Innere Medizin und Chirurgie.
Fünf Erweiterungsbauten kamen bis um die Wende zum 20. Jahrhundert hinzu:
- Nach Plänen des Architekten Walter Kyllmann entstand 1881 das Vorderhaus.
- In den Jahren 1885/1886 folgte ein Kinderhospital.
- Das Elisabethhaus wurde 1886–1889 als Hospital für Altersschwache nach Plänen von Max Hasak errichtet.
- Südlich des Haupthauses schloss August Menken 1899/1900 einen Krankenhaustrakt im Stil der Neugotik an.
- Im Haupthaus wurde im Jahr 1900 ein Operationstrakt eröffnet.[5]
- Beim Josefshaus des Architekten Carl Moritz von 1904/1905 vermischen sich Neogotik und Jugendstil.

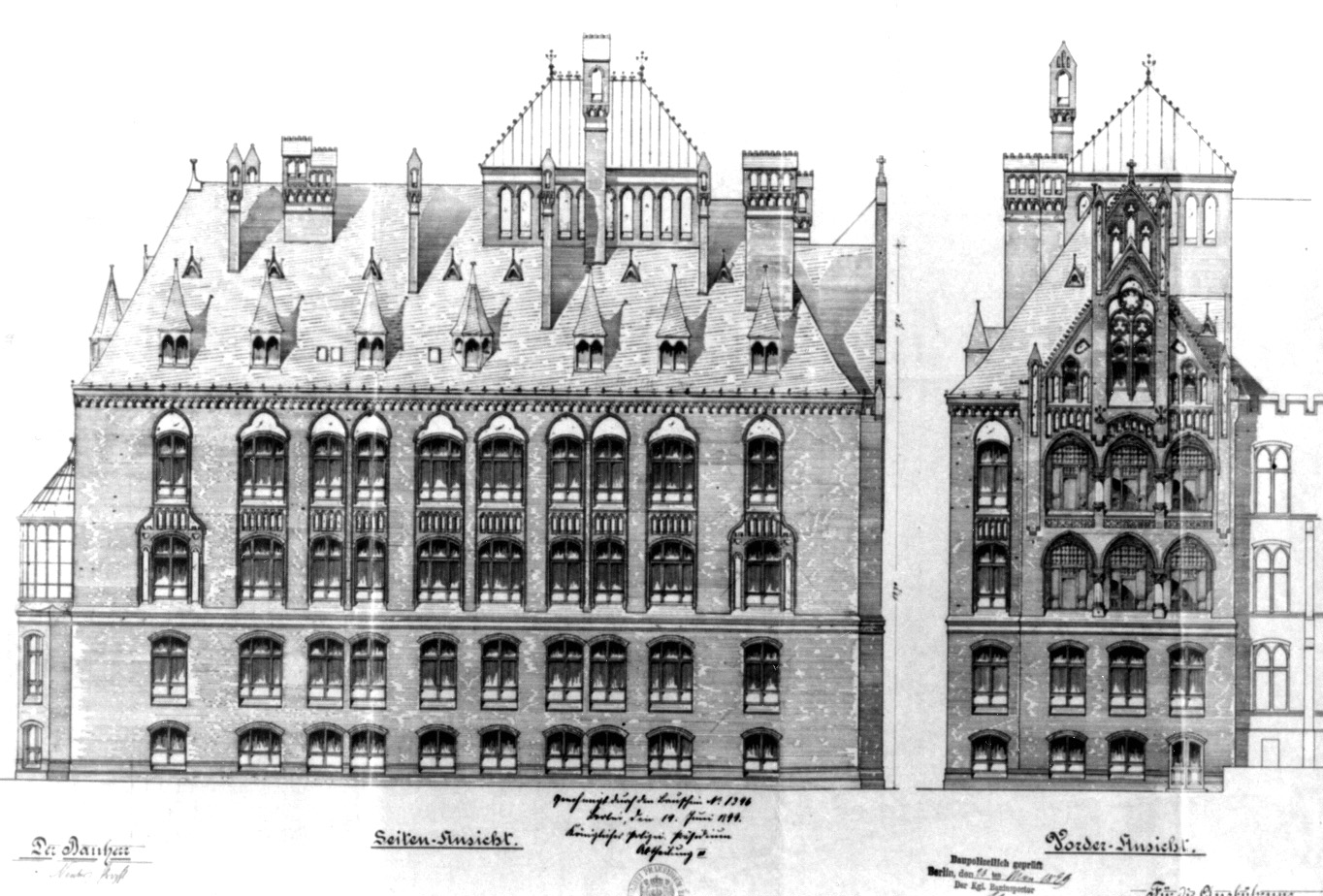
Menkens Pläne für den südlichen Anbau an das Haupthaus

### Im 20. Jahrhundert bis 1945
Im Ersten Weltkrieg wurden große Teile des Krankenhauses in ein Lazarett umgewandelt.
In den 1920er Jahren erfolgte nach Plänen des Architekten Wilhelm Fahlbusch ein erster Umbau des Haupthauses, der vor allem eine weitere Etage hinzufügte.
Der Hospitalkomplex beherbergte 1932–1934 den zurückgetretenen Reichskanzler Heinrich Brüning (Zentrumspartei), bevor er nach der Verabschiedung des Ermächtigungsgesetzes ins Exil gezwungen wurde. In den Jahren 1942–1945 halfen der Arzt Erhard Lux und die Fürsorgerin Marianne Hapig mit Unterstützung von Ordensschwestern und Angestellten des Krankenhauses vielen von Deportation bedrohten Juden.
Im Jahr 1941 musste das SHK Patienten mit Fleckfieber aufnehmen. Da dies hochinfektiös ist, hatte der Magistrat die Schule in der Auguststraße (seit dem Ende des 20. Jahrhunderts die Grundschule am Koppenplatz Standort Auguststraße) zur Unterbringung und Behandlung dieser Kranken freigegeben.

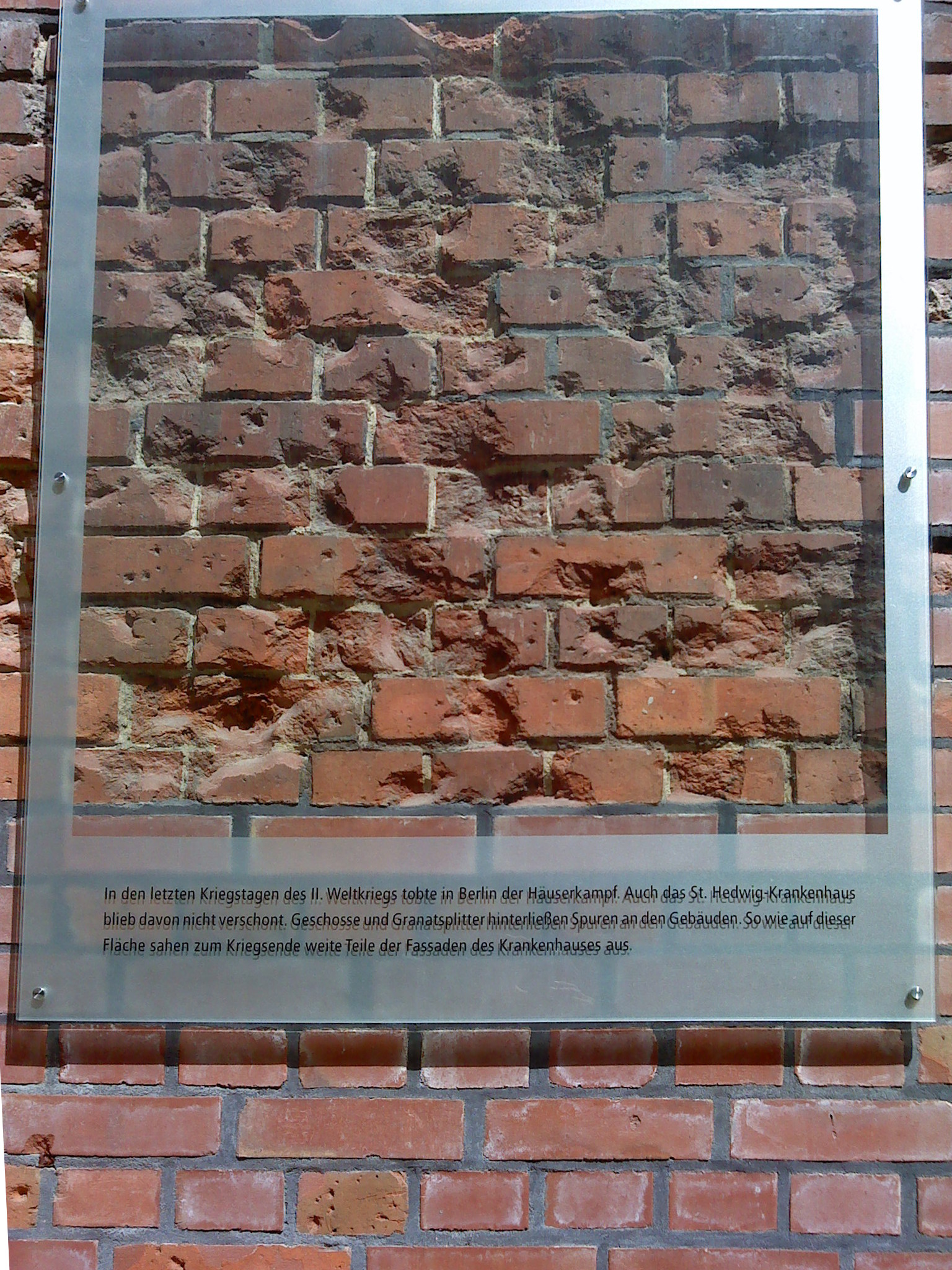
Erhaltene Kriegsschäden am Haus Monika

Bei den letzten Kämpfen vor dem Ende des Zweiten Weltkriegs wurden größere Fassadenflächen der Krankenhausbauten beschädigt, die jedoch die Gebäudenutzung nicht beeinträchtigten.

### Vom Kriegsende bis 1990
Das Krankenhaus war ab Mai 1945 das einzige funktionierende Großkrankenhaus in Berlin. Bereits 1946, zur Hundertjahrfeier wurde es erneuert, darunter wurden Fassadenbeschädigungen und zerstörte Fenster ausgebessert. Aus dieser Zeit stammt auch das Glasfenster von Charles Crodel in der St. Anna-Kapelle im Vorderhauskomplex.
Zwischen 1950 und 1960 wanderten zahlreiche Fachärzte in andere Einrichtungen in West-Berlin ab. In der DDR-Zeit wurde zwar ein christliches Krankenhaus staatlich kaum unterstützt, das St. Hedwig-Krankenhaus konnte jedoch durch großzügige finanzielle Hilfe des Caritasverbands aus der Bundesrepublik zuverlässig weiterarbeiten und war auch technisch gut ausgestattet.

### Nach 1990
Nach der politischen Wende änderte sich 1994 die Rechtsform des St. Hedwig-Krankenhauses in St. Hedwig Kliniken Berlin GmbH. Sie ist Betreiber des St. Hedwig-Krankenhauses und des Krankenhauses Hedwigshöhe in Berlin-Grünau.
Anlässlich der 150-Jahr-Feier 1996 fand ein Familientag auf dem Gelände statt. Außerdem wurde ein Gelübde aus dem Jahr 1943 eingelöst. Dieses sah vor, der hl. Agatha einen Brunnen zu stiften, falls das Krankenhaus bei den alliierten Luftangriffen unbeschädigt bleiben sollte. Dieser Brunnen wurde im Hof vor dem Haupthaus errichtet und 1996 von Georg Kardinal Sterzinsky eingeweiht. Seit etwa 2007 sprudelt allerdings kein Wasser mehr, weil das Auffangbecken gerissen ist. Die Gärtner der Krankenhausanlage bepflanzen beide Becken jedoch stets mit Saisonblumen.
Auf dem Gelände wurden nach 1990 noch weitere Gebäude hinzugefügt, deren Stil sich mit dem Einsatz von Klinkersteinen und der Orientierung in der Höhe der historischen Bauten gut in den vorhandenen denkmalgeschützten Komplex einfügen. Im Jahr 1999 übernahmen die Alexianerbrüder die Trägerschaft des Krankenhauses. Seit 2001 besteht mit der psychiatrischen Universitätsklinik der Charité und dem St. Hedwig-Krankenhaus eine enge Kooperation. Die ehemalige Kinderklinik wurde in den 2010er Jahren umfassend saniert sowie technisch erneuert.
1998, hat der Orden der Alexianerbrüder das St. Hedwig-Krankenhaus übernommen, zusammen mit seiner jüngeren „Schwester“, dem Krankenhaus Hedwigshöhe in Berlin-Treptow. Der Alexianer-Verbund verfolgt das Ziel, die Zukunft der Häuser langfristig zu sichern. 

## Architektur

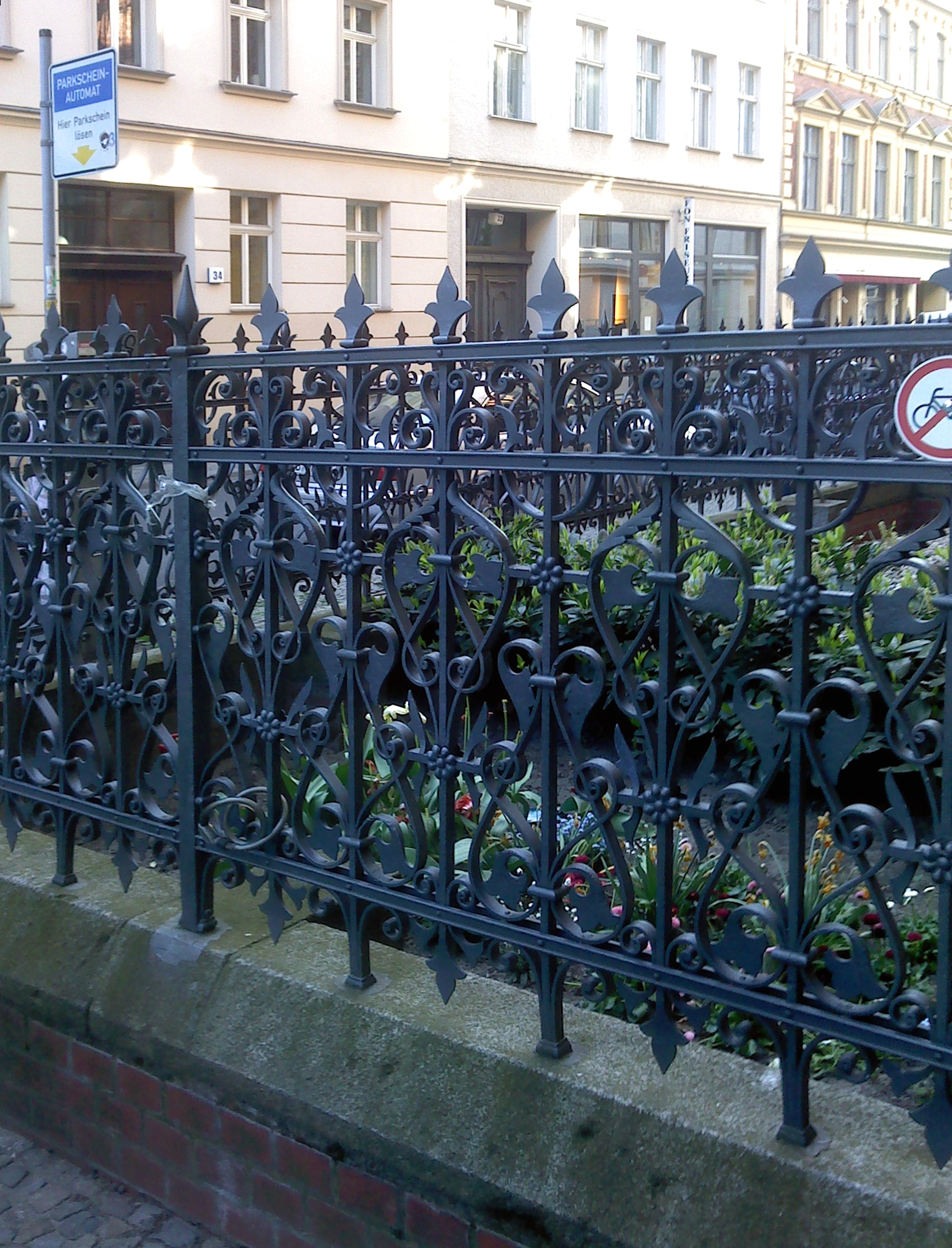
Schmiedeeiserner Zaun vor dem Vorderhaus in der Großen Hamburger Straße

Der südöstliche Vorgartenbereich in der Großen Hamburger Straße ist mit einem restaurierten Original-schmiedeeisernen Geländer eingefasst.

### Haupthaus

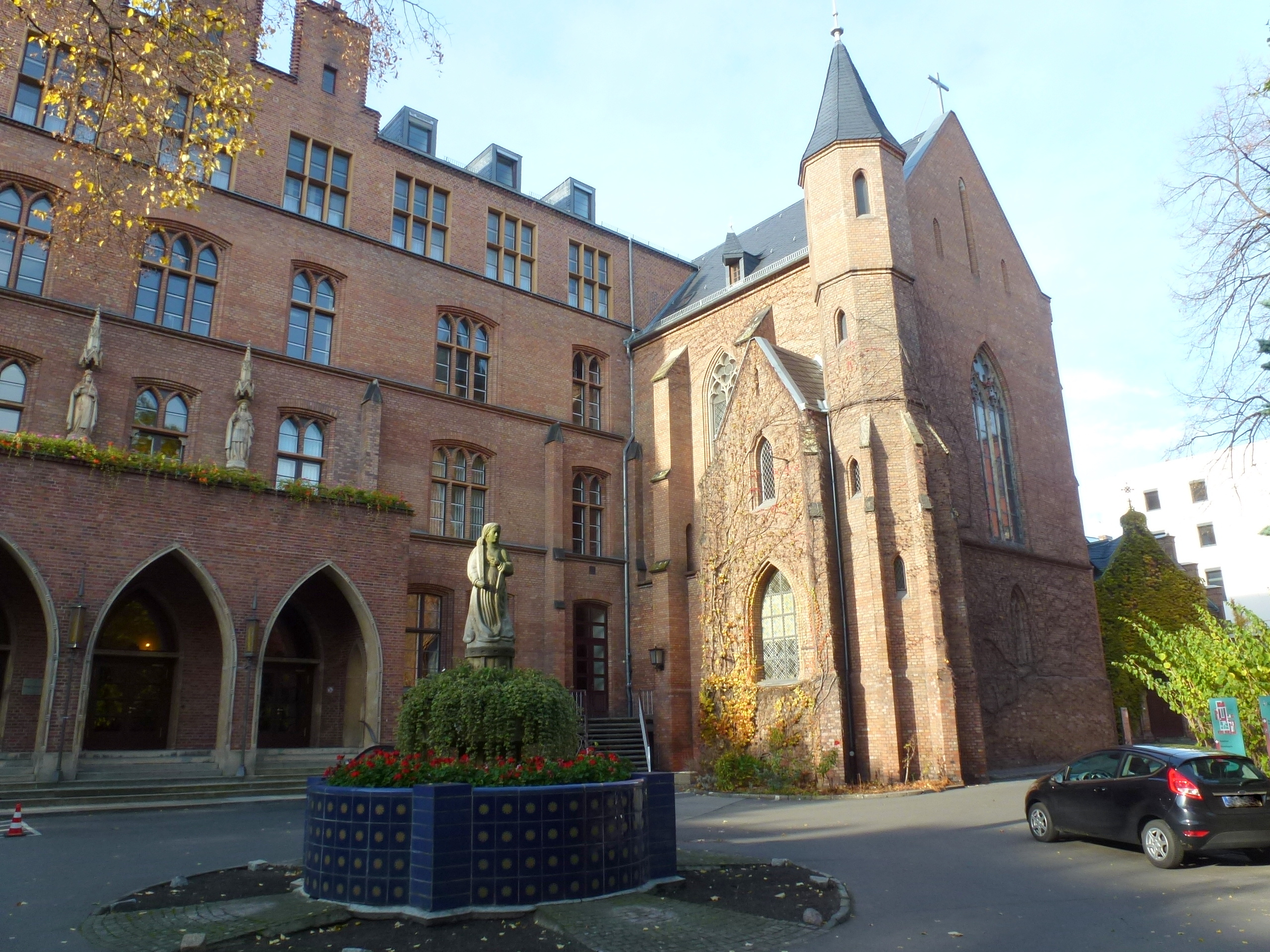
Haupthaus mit Vorhalle und Marienkapelle

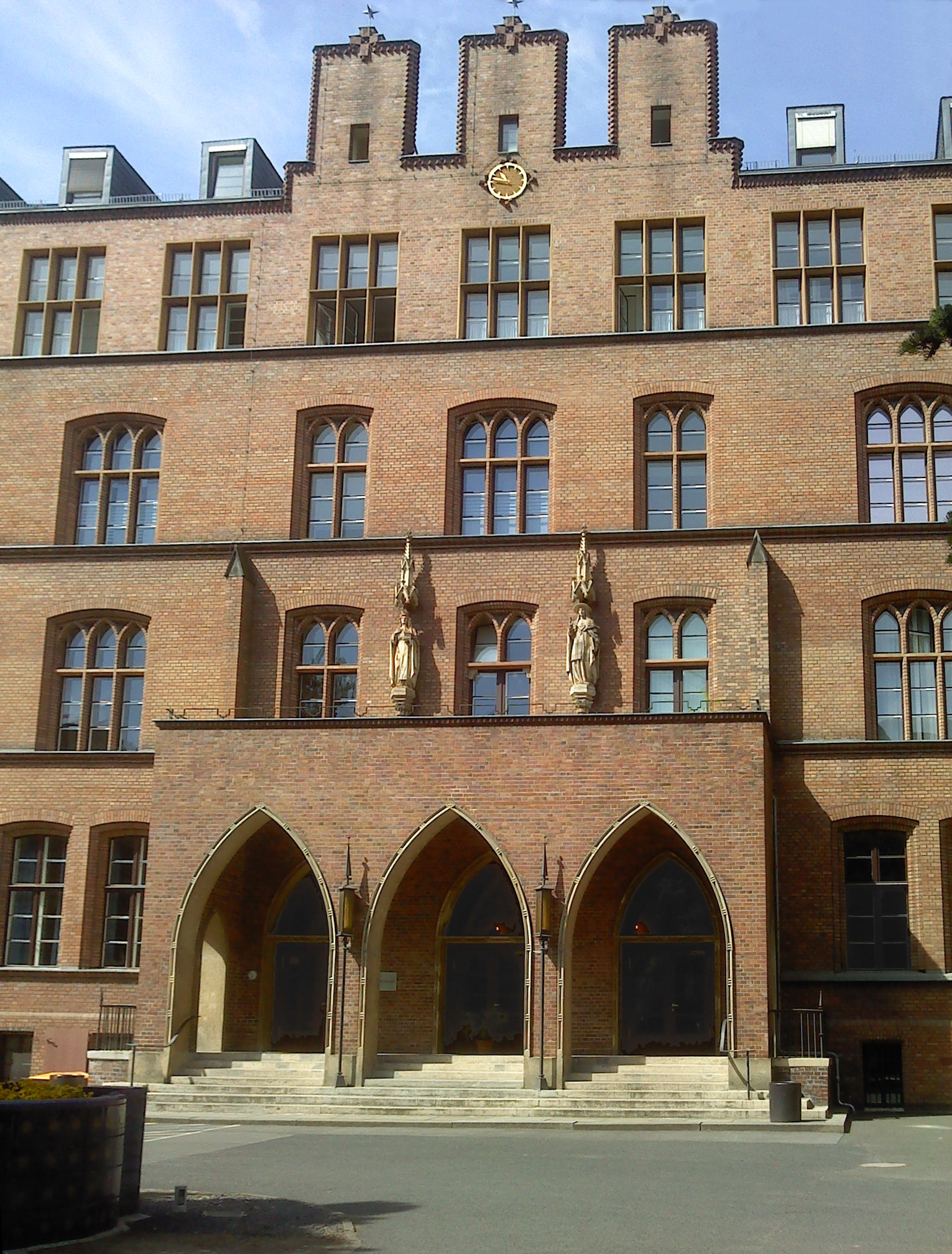
Haupthaus Mittelbereich

Der Kernbau, zur Unterscheidung später „Haupthaus/Hauptgebäude“ genannt, war ein dreigeschossiger Winkelbau mit verblendeter Klinkerfassade. Die an der nordöstlichen Ecke angebaute Marienkapelle entstand zur gleichen Zeit. Das Haupthaus ist im strengen neogotischen Stil gehalten.
Zur Ostseite hin schließt eine dreiachsige Vorhalle mit drei spitzbögigen Baldachinen und zinnenartigen niveaugleichen Aufsätzen mit je einem metallenen Kreuz das Gebäude ab. Auf den Baldachinen stehen die Skulpturen der hl. Hedwig und des hl. Karl Borromäus, angefertigt vom Bildhauer Johannes Janda.
- Die Krankenhauskapelle ist der Jungfrau Maria gewidmet.

- Auf der Südostseite sind mehrere Säulen in die Fassade integriert, zwischen denen nachträglich Fenster eingelassen wurden, mit bunt verglasten Streifen eingefasst.
- Weitere Ergänzungsbauten in den Jahren 1926–1927 erfolgten nach Entwürfen von Wilhelm Fahlbusch. Er hatte den Kernbau um eine vierte Etage erweitert, in der große Rechteckfenster in angepasster Reihung eingelassen wurden.[4]
- Auf vielen Fluren sind renovierte abwechslungsreiche Fußbodenmosaike mit Rankenornamenten zu sehen.
- Alle Treppen tragen schmiedeeiserne Treppengeländer.
- In den Gängen und an den Treppenhäusern befinden sich freistehende Stützsäulen.
- An einer Säule im Eingangsbereich fällt eine Halbskulptur der Heiligen Agatha auf, auf einem Modell-Bauwerk stehend, das wahrscheinlich das geplante Krankenhausgebäude aus den 1850er Jahren zeigt. Darunter ist in Versalien die kurze Geschichte der Agatha in Form eines Gebetes zu lesen.

### Vorderhauskomplex
Die direkt an der Straße platzierten weiteren Ergänzungsbauten aus den Jahren 1881–1905 sind viergeschossig und ebenfalls mit Klinkern verblendet. Die Fassaden in historisierenden Formen sind inzwischen großflächig mit wildem Wein bewachsen.
Der älteste Teil dieser Erweiterungsarbeiten ist der südliche Trakt des Vorderhauses (Nummern 10/11), vom Architekten Walter Kyllmann geplant. Hier ist die erste doppelflügelige Eingangstür erwähnenswert, die mit gut erhaltenen Schnitzereien versehen ist. Die Tür ist seit den Umbauarbeiten der 1990er Jahre dauerhaft geöffnet, davor befindet sich eine Ganzglastür zum Witterungsschutz.
Das Josefshaus (mittlerer Trakt, Nummern 7–9) entstand nach Plänen von Carl Moritz. Die Fenster der beiden Obergeschosse sind mittels Spitzbogenblenden zusammengefasst.
Der nördlichste Trakt des Krankenhauskomplexes (Nummern 5/6), Elisabethhaus genannt und von Max Hasak entworfen, weist mit dem Schriftzug „St. Hedwig-Hospital“ auf den ersten Zweck dieses Gebäudeteiles hin: es diente als Hospital für altersschwache Menschen. Ein Querflügel erstreckt sich zum Hofbereich hin. Die straßenseitige Fassade zeigt eingestellte Fenstersäulen und Kleeblattverdachungen aus Sandstein.

### Haus Karl Borromäus
Unter der Leitung der Architekten KSP Engel & Zimmermann entsteht zwischen 2004 und 2007 unter Einbeziehung eines denkmalgeschützten Wohnhauses der Neubau Haus Borromäus für die psychiatrischen Abteilungen in der Krausnickstraße 17–20. Ein gläserner Brückenbau schafft eine Verbindung zum Hauptgebäude.

### Haus Vinzenz von Paul

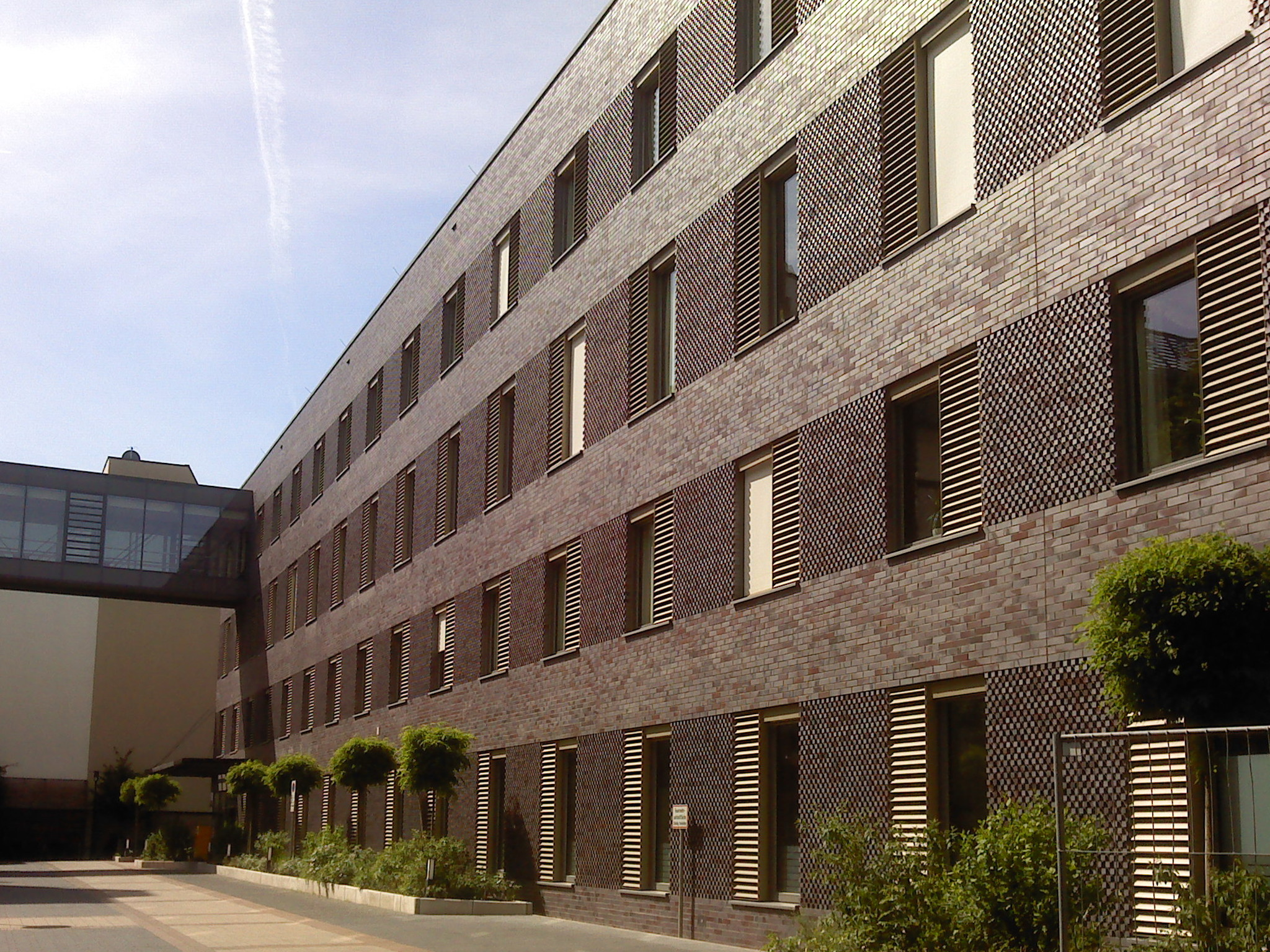
Haus Vinzenz von Paul, von Nordosten gesehen

Das Haus Vinzenz von Paul, errichtet vom Architektenbüro GBK, ist ein viergeschossiger Neubau mit rotbrauner Klinkerfassade, der im Jahr 2012 eröffnet werden konnte. Er erinnert mit seiner Namensgebung an Vinzenz von Paul, ein Patron der Armen. Das Gebäude beherbergt ein Bettenhaus, die Stationen für Innere Medizin und Gerontopsychiatrie sowie das Nierenzentrum und eine Tiefgarage für Besucher und Angestellte des Krankenhauses. An seiner Giebelseite ist eine Kletterwand installiert.
Ein gläserner Fußgängerübergang verbindet dieses Gebäude mit dem Südflügel des Haupthauses. Das Flachdach des Neubaus ist mit Moosen und Flechten begrünt.

### Kesselhaus und weitere Gebäude

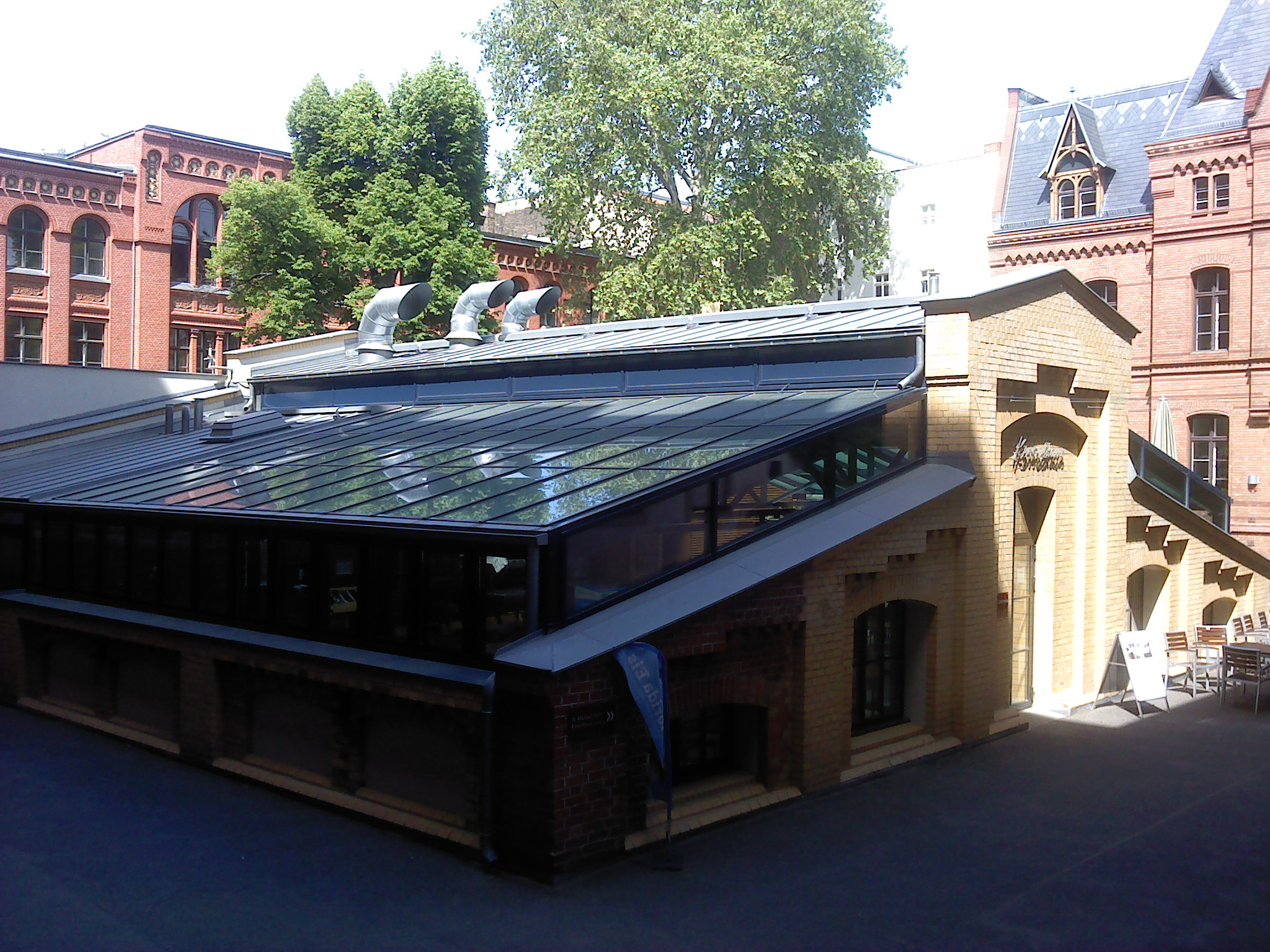
Ehemaliges Kesselhaus

Im eingeschossigen Kesselhaus ist von den ursprünglichen technischen Anlagen nichts mehr erhalten. Dafür befindet sich eine Cafeteria darin.
Das Haus Martha (benannt nach Martha von Bethanien) am nördlichen Rand des Geländes ist ein weiß verputzter Neubau vom Anfang des 21. Jahrhunderts, das von drei Dienstleistern genutzt wird.
Östlich nebenstehend befindet sich das Haus Maria (benannt nach der Jungfrau Maria und bereits bei den ersten Erweiterungsbauten Anfang des 20. Jahrhunderts entstanden), in dem die Alexianer Akademie für Gesundheits- und Krankenpflege Berlin (Krankenpflegeschule) untergebracht ist.
Ein verputztes Haus in der Großen Hamburger Straße, nördlich des Elisabethhauses, gehört ebenfalls zur Klinik und besitzt unter anderem einen Lieferanteneingang. Der hofseitige Erdgeschossbereich ist als Petrushaus ausgewiesen und dient gelegentlich als Andachtsraum.
Als Ergänzung zum Haupthaus wurde nach 2000 ein moderner Flügelbau an den Südwestbereich angefügt. Dieser orientiert sich mit der Fensterreihung und mit den Klinkersteinen an den vorhandenen historischen Gebäudeteilen. Auf seinem Dach ist eine Photovoltaikanlage installiert. Der Ergänzungsbau nimmt die Dimensionen des nördlichen Flügels in Länge und Breite (Haus Monika) komplett auf, sodass ein dreiseitig symmetrisch eingefasster Hofbereich entstanden ist. Der Grundriss des neuen Haupthauses ist somit U-förmig.

### St. Michael-Stift

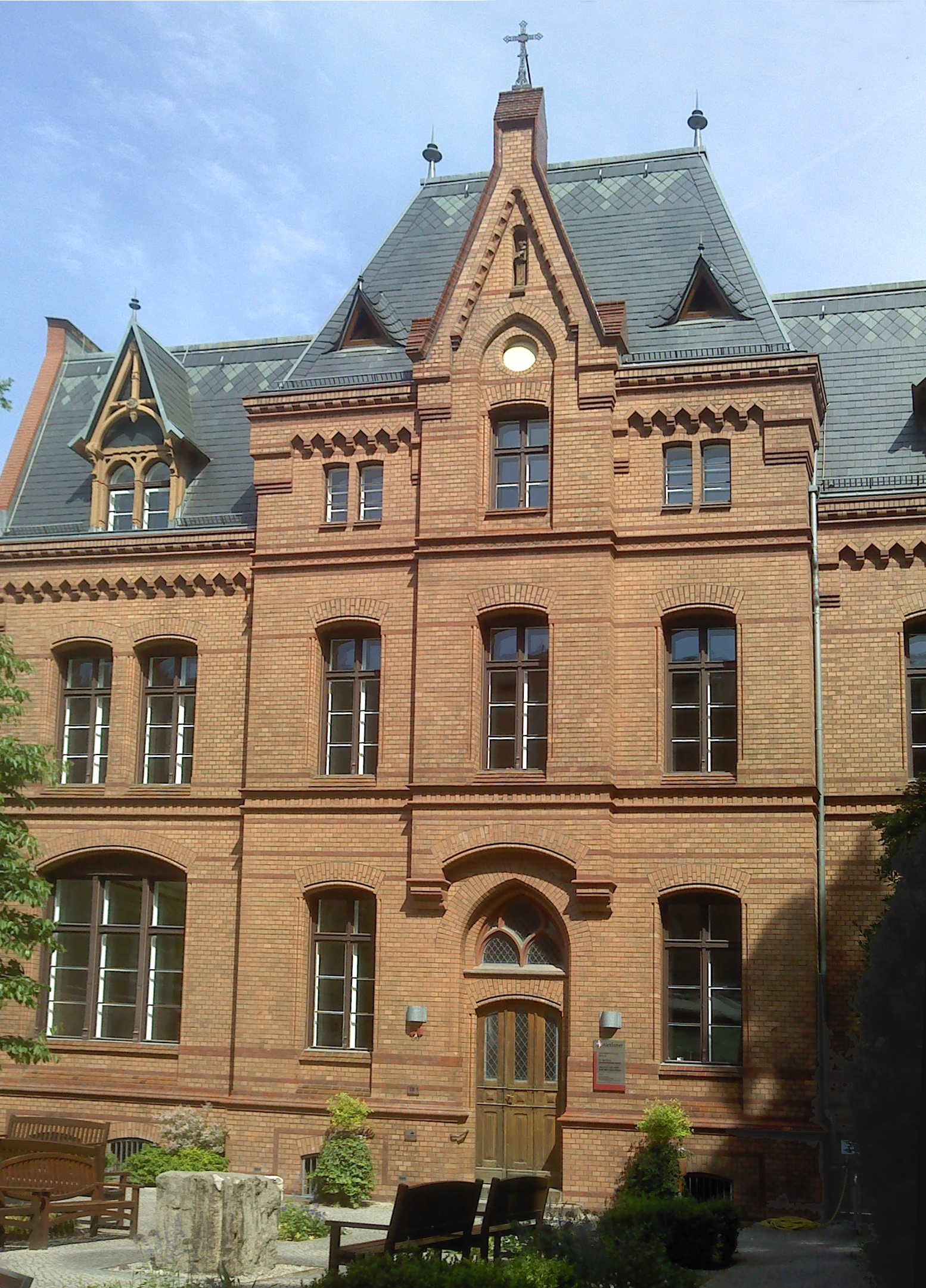
St. Michael-Stift

Das Einzelgebäude, ebenfalls aus den ersten Bauphasen stammend, ist nach dem Erzengel Michael benannt. Hier befindet sich aktuell das Alexianer Institut für Fort- und Weiterbildung. Das Stift ist auch Sitz des CTS Berlin – Campus für Theologie und Spiritualität.

## Medizinische Einrichtungen
Das SHK betreut rund 78.851 Patientinnen und Patienten pro Jahr, davon 13.488 stationär und 28.505 ambulant. In den MVZs und Polikliniken wurden 36.858 Patientinnen und Patienten behandelt (Stand: 2020).
Das Krankenhaus verfügt über folgende Kliniken (Stand: 2023):
Anästhesie und Intensivmedizin, Innere Medizin mit Geriatrie und Kardiologie, Urologie/Urogynäkologie, Viszeral- und Gefäßchirurgie – Minimalinvasive Chirurgie und das Deutsche Beckenbodenzentrum sowie Psychiatrie, Psychotherapie und Psychosomatik.
Es hält insgesamt 469 Betten vor (nach Krankenhausplan 2020).
Das Krankenhaus ist seit 1992 auch akademisches Lehrkrankenhaus der Charité. 
Im Jahr 2002 wurde zwischen dem SHK und der Charité eine enge Zusammenarbeit im Bereich der Psychiatrie vereinbart. Die Psychiatrische Universitätsklinik der Charité im St. Hedwig-Krankenhaus hat den psychiatrischen Versorgungsauftrag für den Bezirk Mitte. Dabei ist die Patientenversorgung Teil des St. Hedwig-Krankenhauses, der Aspekt Forschung und Lehre ist Teil der Charité.
Einige Kliniken, Gebäudetrakte oder Stationen tragen neben der Fachbezeichnung auch die Namen von Heiligen:
- Haupthaus mit
  - Haus Monika: Gebäudeteil

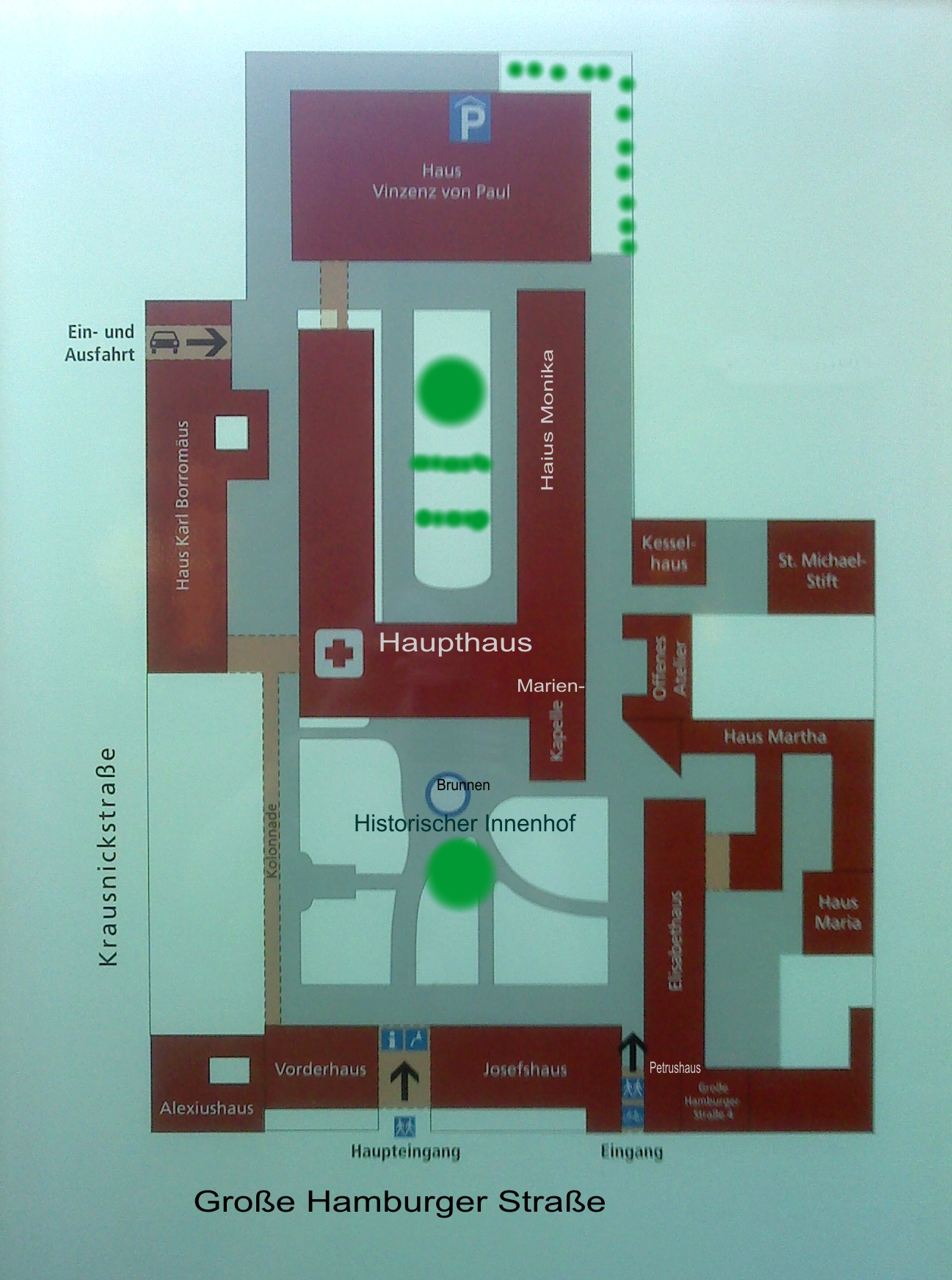
Lageplan

  - St. Hildegard: Station 7, Chirurgie
  - St. Clara: Station 4
  - Hl. Thérèse von Lisieux: Soteria[12]
  - St. Hemma: Intensivstation
  - St. Elias: Station 1
  - St. Anna: Station 5

Gliederung nach Lage und Funktion:
- Vorderhaus mit
  - Klinikdirektor, Chefarzt Psychiatrie
  - Gerontopsychiatrische Institutsambulanz
  - Zentrum für Traditionelle Chinesische Medizin und Integrative Medizin
  - Klinik für Schlaf- und Chronomedizin
  - Annen-Kapelle:
Hier gibt es ein zum Thema ‚Engel‘ gestaltetes farbiges Fenster, das 1946 von Charles Crodel angefertigt wurde.
- St. Josefshaus (nach Josef von Nazaret) mit den Einrichtungen
  - Poliklinik mit Praxis für Innere Medizin/Bauchzentrum
  - Psychiatrische Institutsambulanz (PIA)
  - Psychiatrische Tagesklinik
  - Depressions- und Kriseninterventionszentrum
  - Gerontopsychiatrisches Zentrum
  - MVZ (= Medizinisches Versorgungszentrum) mit Frauenheilkunde und Geburtszentrum sowie Urologie
  - Physiotherapie
- Alexius-Haus, Geschäftsführung, Pflegedirektion, Patientenverwaltung, Qualitätsmanagement

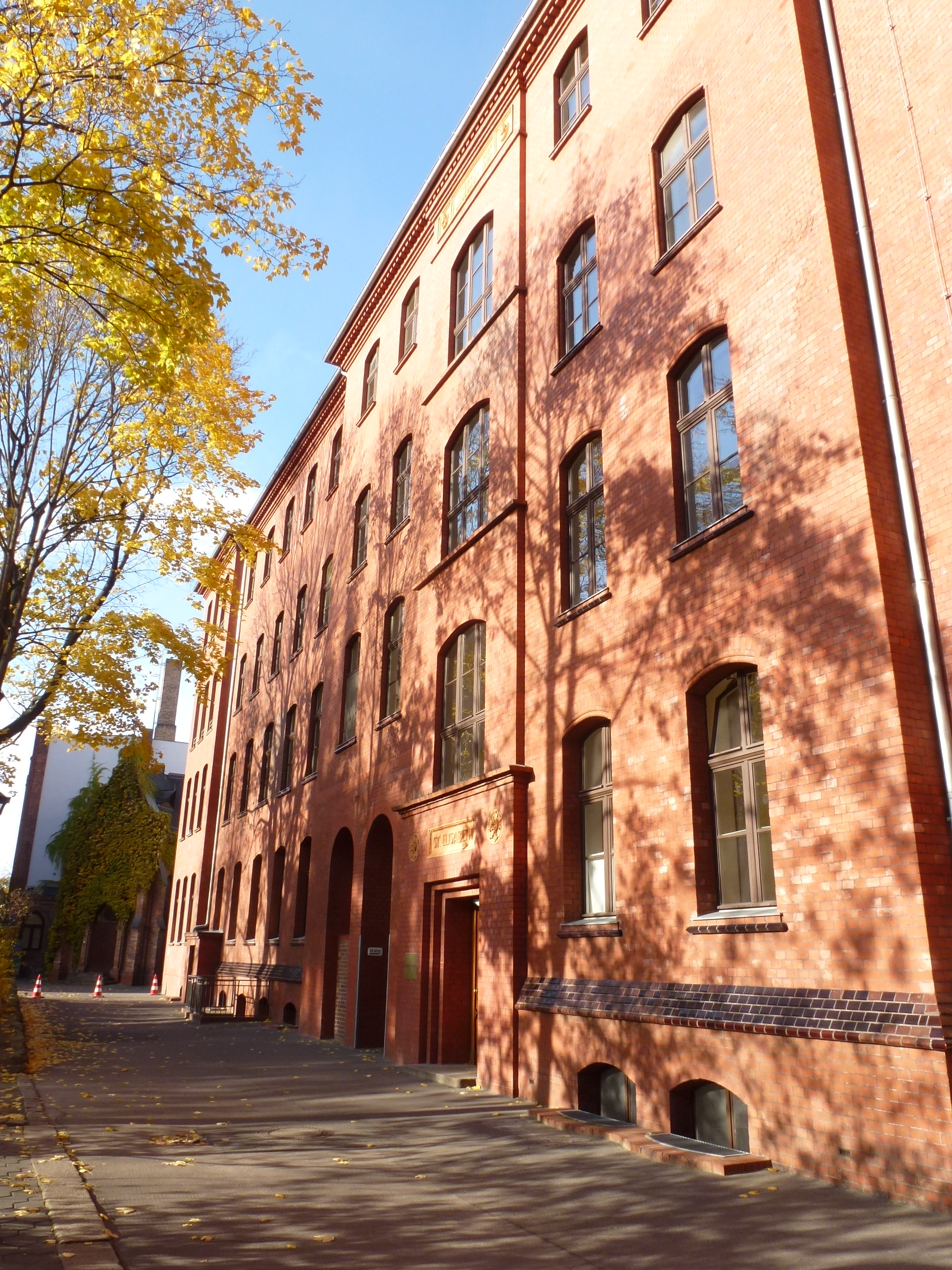
Elisabethhaus

- Elisabethhaus (nach der hl. Elisabeth) mit
  - Institut für klinische Forschung und Entwicklung und Forschungs-GmbH
  - Krankenhaushygiene
  - Betriebsmedizin
- Haus Martha (nach Martha von Bethanien) mit
  - Alexianer Service GmbH (Personalabteilung & Finanzbuchhaltung)
  - Objektbetreuung und Agamus GmbH (Bau- und Facility-Management)
- Haus Vinzenz von Paul, am 28. September 2012 eröffnet, mit den Stationen
  - St. Balthasar (nach einem der Heiligen drei Könige): Station 61
  - St. Katharina von Siena: Station 62
  - St. Martin: Station 63
  - Nierenzentrum
- Haus Karl Borromäus mit den Stationen
  - St. Cäcilia: Station 39
  - St. Felicitas: Station 34
  - St. Franz von Assisi: Station 37
  - St. Vitus: Station 36

## Kunst auf dem Krankenhausgelände und in den Gebäuden

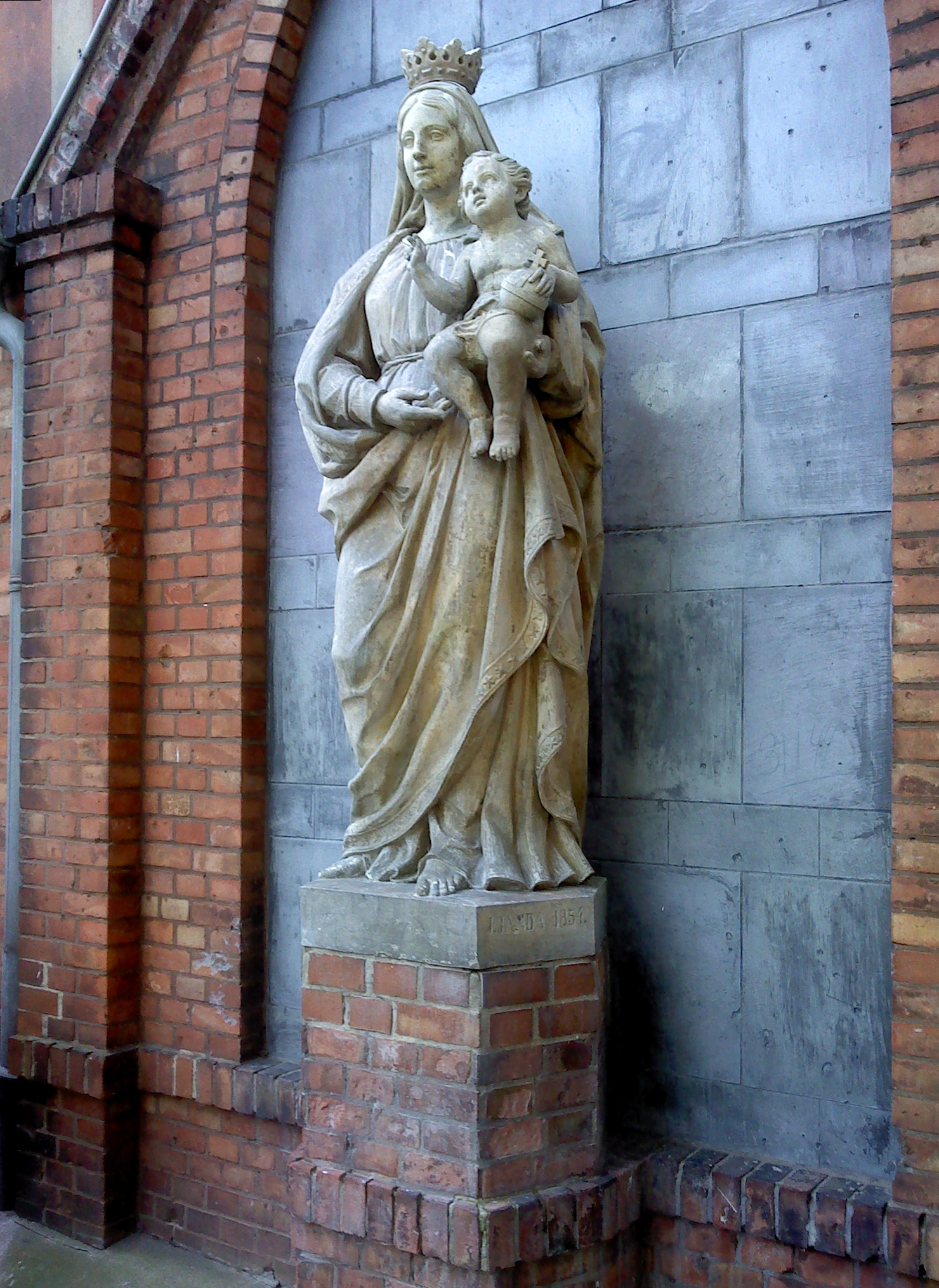
Marienstatue an der Kolonnade

- Marien-Skulptur, 1854 vom Bildhauer J. Janda in Sandstein gehauen, steht an der Kolonnade an der südlichen Innenmauer.
- Ein rund 1,60 m hoher grob behauener granitener Sprudelstein befindet sich inmitten eines Blumenrondells im Hof des Haupthauses.
 Durch Hainbuchen sind Sitzgruppen abgetrennt, vor einer solchen Gruppe steht eine marmorne (weitere) Marienstatue.
- Im Zugangsbereich zum St.-Michael-Stift liegt ein quaderförmiger Sprudelstein, umgeben von einigen Blumenflächen.
- In der Vorhalle des Haupthauses hängen an beiden Wandflächen von Patienten gestaltete Mosaikbilder, die anlässlich des 40. Todestages von Charles Crodel angefertigt wurden. Sie orientieren sich an dem „Engelfenster“, das in der St. Anna-Kapelle eingebaut ist.[14]
- Im Haupthaus findet sich eine marmorne Pietà, die zuerst in der Marienkapelle gestanden haben soll.[4]
- In vielen Stationen und auf den langen Gängen gibt es an den Wänden Reproduktionen von Naturdarstellungen
- Im Erdgeschoss werden Kunstwerke aus der Sammlung Wulsche ausgestellt. Uwe Wulsche[15] (1954–2016) war nach seiner Priesterweihe 1985 Krankenhausseelsorger im St.-Hedwig-Krankenhaus und hinterließ ein bemerkenswertes literarisches Erbe (brevier, 2014).

## Grünanlagen

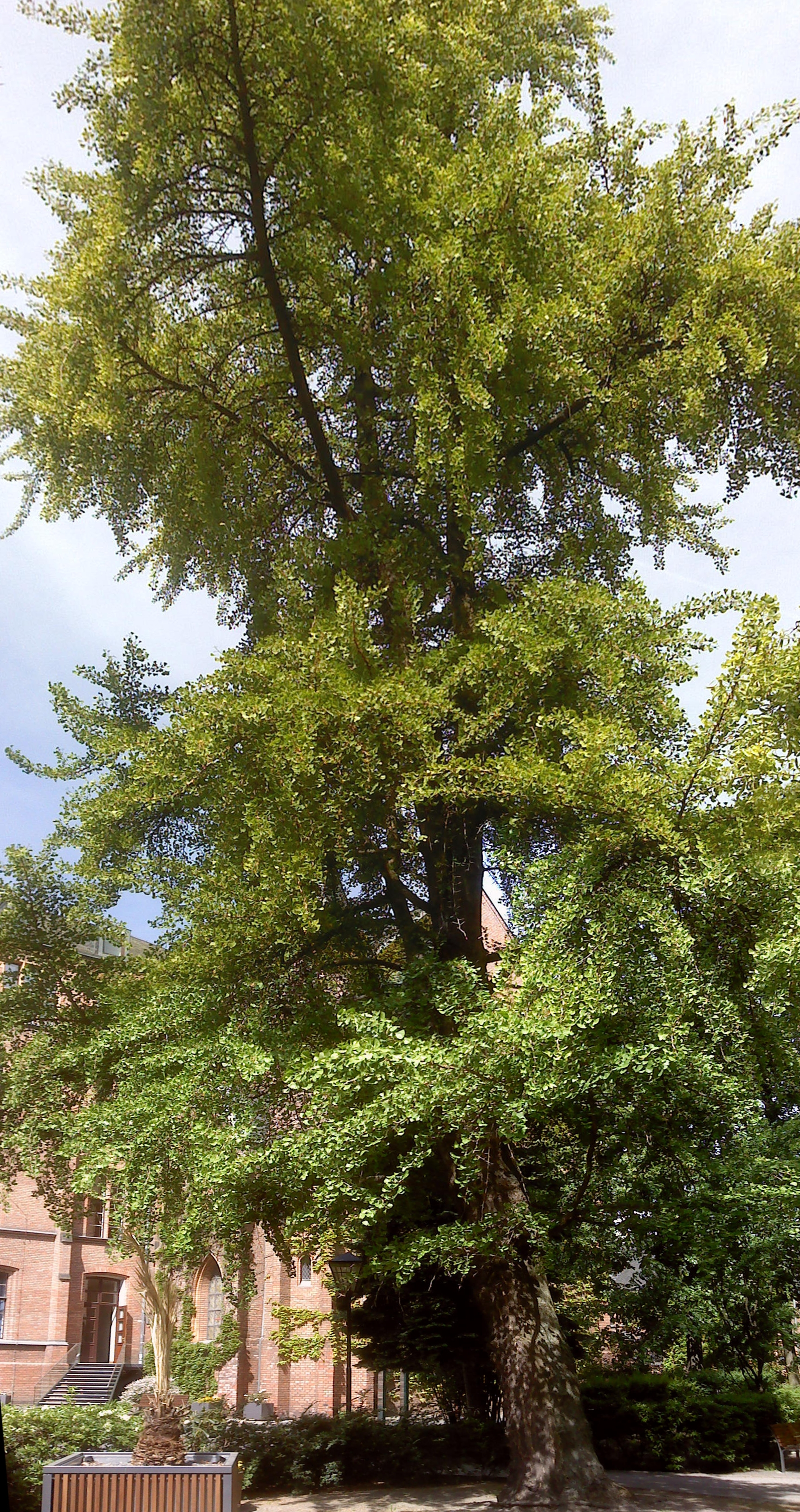
Ginkgo

Im Zentrum des Historischen Innenhofes steht ein gesunder, gut gewachsener Ginkgo. Weitere Laub- und Nadelbäume sowie Büsche vervollständigen den parkähnlichen Charakter. Die Wiesenflächen mit Blumenbeeten darin sind gut gepflegt. Nördlich des Hauses Vinzenz von Paul ist ein schmaler Blumen- und Kräutergarten vorhanden, in dem Trainingsgeräte für Arm- und Beinmuskulatur aufgestellt sind. Er wird auch Garten der Borromäerinnen genannt. Zahlreiche Bänke laden zum Verweilen. Das Zentrum des U-förmigen Hofbereichs des Haupthauses wird von einer rund 15 m hohen Platane beherrscht.

## Mediziner (Auswahl)
Eine Reihe bekannter Mediziner und Ärzte ist oder war an diesem Hospital beschäftigt, darunter
- Josef Ulrich, erster Urologe an diesem Krankenhaus, 19. Jahrhundert
- Alexander von Lichtenberg (1880–1949)
- Johannes Albrecht Rief (1917–2003), Tätigkeit im St. Hedwig-Krankenhaus: 1955–1980
- Ferdinand Hüdepohl (1902–1980)
- Hermann Kahl, (1917–2003), Ärztlicher Direktor bis 1982[16]
- Karl Michael Derwahl (* 1953), Ärztlicher Direktor von 2004 bis 2018
- Privatdozentin Meryam Schouler-Ocak erhielt im März 2014 das Verdienstkreuz am Bande, womit ihr Engagement in der psychosozialen Migrantenversorgung öffentliche Anerkennung fand.[17]

## Auszeichnungen
Das St. Hedwig-Krankenhaus erhält regelmäßig Auszeichnungen für besondere Patienten- und Mitarbeiterzufriedenheit. Als beliebtestes Allgemeinkrankenhaus Berlins wird das Alexianer St. Hedwig-Krankenhaus überdurchschnittlich häufig weiterempfohlen. Seit mehreren Jahren ist es nach einer bundesweiten Erhebung bei Ärzten als „Top Regionales Krankenhaus“ ausgezeichnet. 
Die Zertifizierungen nach den Kriterien medizinischer Fachgesellschaften bescheinigen den Kliniken hohe medizinische und pflegerische Qualität, strukturierte Behandlungsprozesse sowie die Erreichung geforderter Qualitätskriterien. 

## In der Umgebung
In der Auguststraße, anschließend an den Krankenhauskomplex befinden sich die Grundschule am Koppenplatz Berlin, Standort Auguststraße sowie Gebäude der ehemaligen jüdischen Mädchenschule.
In der Großen Hamburger Straße liegt der Jüdische Friedhof, der älteste Jüdische Friedhof in Berlin. Nach Schändung in der Zeit des Nationalsozialismus wird er nicht mehr als Begräbnisstätte genutzt. Die Skulpturengruppe von Will Lammert (1892–1957) wurde 1985 aufgestellt und war ursprünglich für die Gedenkstätte auf dem ehemaligen Frauen-KZ Ravensbrück geschaffen worden. Es war das erste Denkmal in Berlin-Mitte, das an den Holocaust erinnert, weitere befinden sich auf dem Koppenplatz und in der Rosenstraße.
Die Neue Synagoge in der Oranienburger Straße schließt mit ihren Hofflächen an das Krankenhausgelände an.
Die Sophienkirche und der Hackesche Markt sind ebenfalls in der Nähe zu finden.

## Verkehrsanbindung
Das Krankenhaus ist mit dem öffentlichen Personennahverkehr in Berlin gut erreichbar: mehrere Straßenbahnlinien verlaufen in der Nähe, der S-Bahnhof Hackescher Markt und die U-Bahn-Stationen Weinmeisterstraße und Oranienburger Tor liegen ebenfalls nur einige hundert Meter entfernt.